# Jacek Szpotański
Jacek Szpotański (ur. 17 sierpnia 1927 w Warszawie, zm. 3 stycznia 2019 tamże) – polski inżynier elektryk, magister ekonomii, specjalista w dziedzinie elektroenergetyki, syn Kazimierza Szpotańskiego, pioniera polskiego przemysłu aparatów elektrycznych, prezes Stowarzyszenia Elektryków Polskich (SEP) w latach 1981–1987, 1990–1994. 

## Życiorys
Absolwent VI Liceum Ogólnokształcącego im. Tadeusza Reytana w Warszawie (1946) i Politechniki Warszawskiej (1950). Pracownik Zakładów Energetycznych Okręgu Centralnego, w tym projektant i kierownik biura projektowo-konstrukcyjnego (linie, stacje i rozdzielnie elektryczne). Zastępca dyrektora ds. sieci w Zjednoczeniu Energetyki (1968–1976). W latach 1976–1981 pracownik Ministerstwa Energetyki i Energii Atomowej na stanowiskach: zastępcy dyrektora departamentu planowania i rozwoju perspektywicznego, dyrektora departamentu eksploatacji, wicedyrektora departamentu sieci elektrycznych. W tym czasie koordynował prace nad koncepcją i realizacją układu sieci wysokich napięć.
Był członkiem Stowarzyszenia Elektryków Polskich od 1953 r. Działał w wielu organizacjach technicznych i gospodarczych w kraju i za granicą, m.in. w CIGRÉ, UNIPEDE, Polskim Towarzystwie Przesyłu i Rozdziału Energii Elektrycznej, Stowarzyszeniu Przemysłowców Polskich, Akademii Inżynierskiej w Polsce, Polskim Towarzystwie Nukleonicznym. Długoletni członek Rady Programowej miesięcznika „Energetyka” oraz „Wokół Energetyki”. Fundator i przewodniczący kapituły nagrody Złoty Lew „JEEN im. K. Szpotańskiego” przyznawanej za jakość, ekonomikę, estetykę i nowoczesność polskich wyrobów elektroenergetycznych.
Działalność dla Stowarzyszenia Elektryków Polskich została nagrodzona złotymi odznakami honorowymi SEP i NOT oraz Diamentową Odznaką Honorową NOT, medalami: im. M. Pożaryskiego, im. J. Groszkowskiego, im. R. Podoskiego, im. A. Hoffmanna, im. J. Obrąpalskiego, im. K. Szpotańskiego oraz najwyższą w Stowarzyszeniu godnością Członka Honorowego SEP.
Odznaczony m.in. Srebrnym Krzyżem Zasługi (1957), Krzyżem Komandorskim i Krzyżem Kawalerskim Orderu Odrodzenia Polski.